# Madoryx
Genre
Le genre Madoryx regroupe des insectes lépidoptères de la famille des Sphingidae, de la sous-famille des Macroglossinae, et de la tribu des Dilophonotini.

## Systématique
- Le genre Madoryx a été décrit par l'entomologiste français Jean-Baptiste Alphonse Dechauffour de Boisduval en 1875[1].
- L'espèce type pour le genre est Madoryx oiclus (Cramer, 1779)

### Taxinomie
Liste des espèces
- Madoryx bubastus (Cramer, 1777)
- Madoryx oiclus (Cramer, 1779) Espèce type pour le genre
- Madoryx plutonius (Hübner, 1819)
- Madoryx pseudothyreus (Grote, 1865)

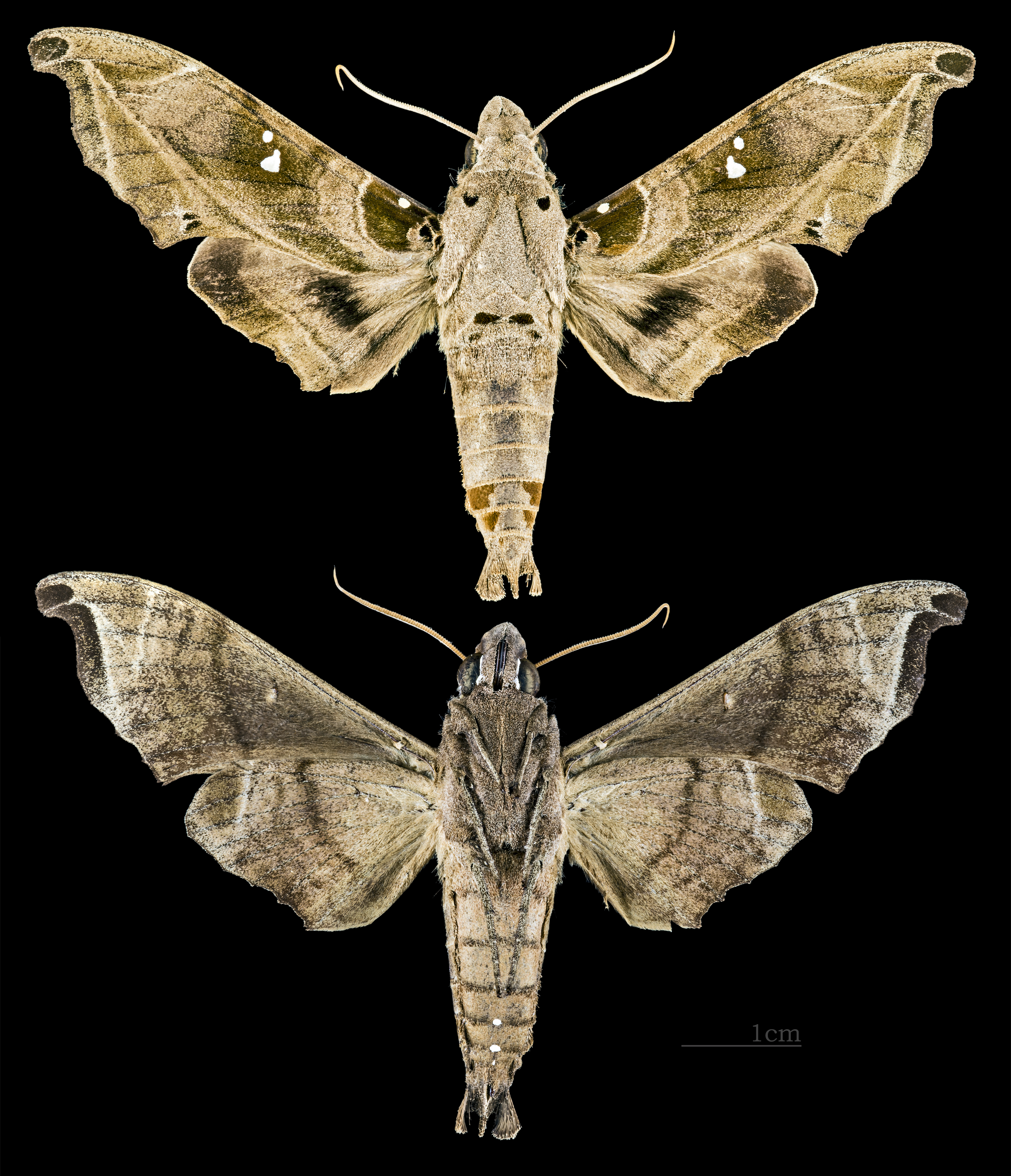
Madoryx bubastus
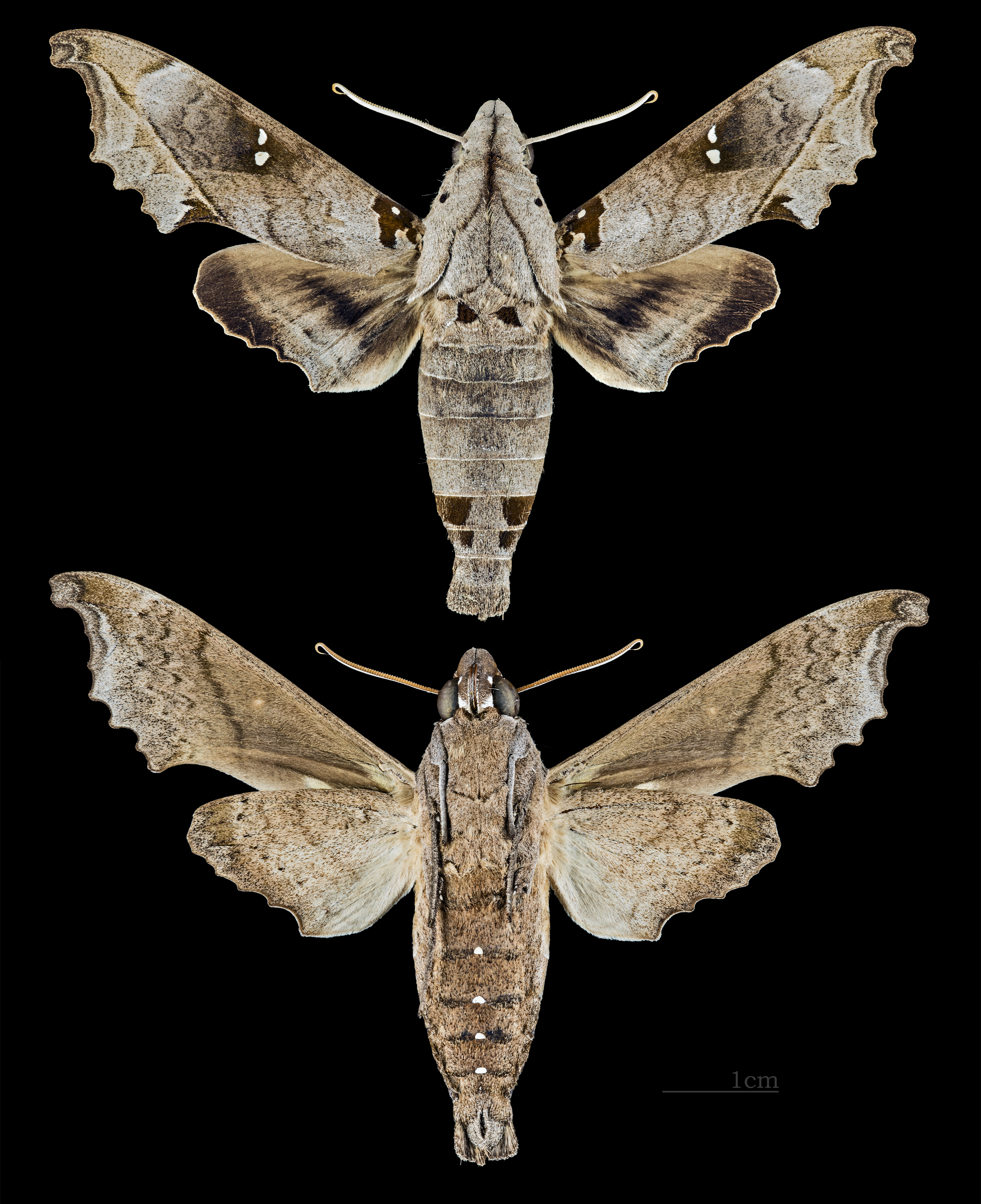
Madoryx oiclus
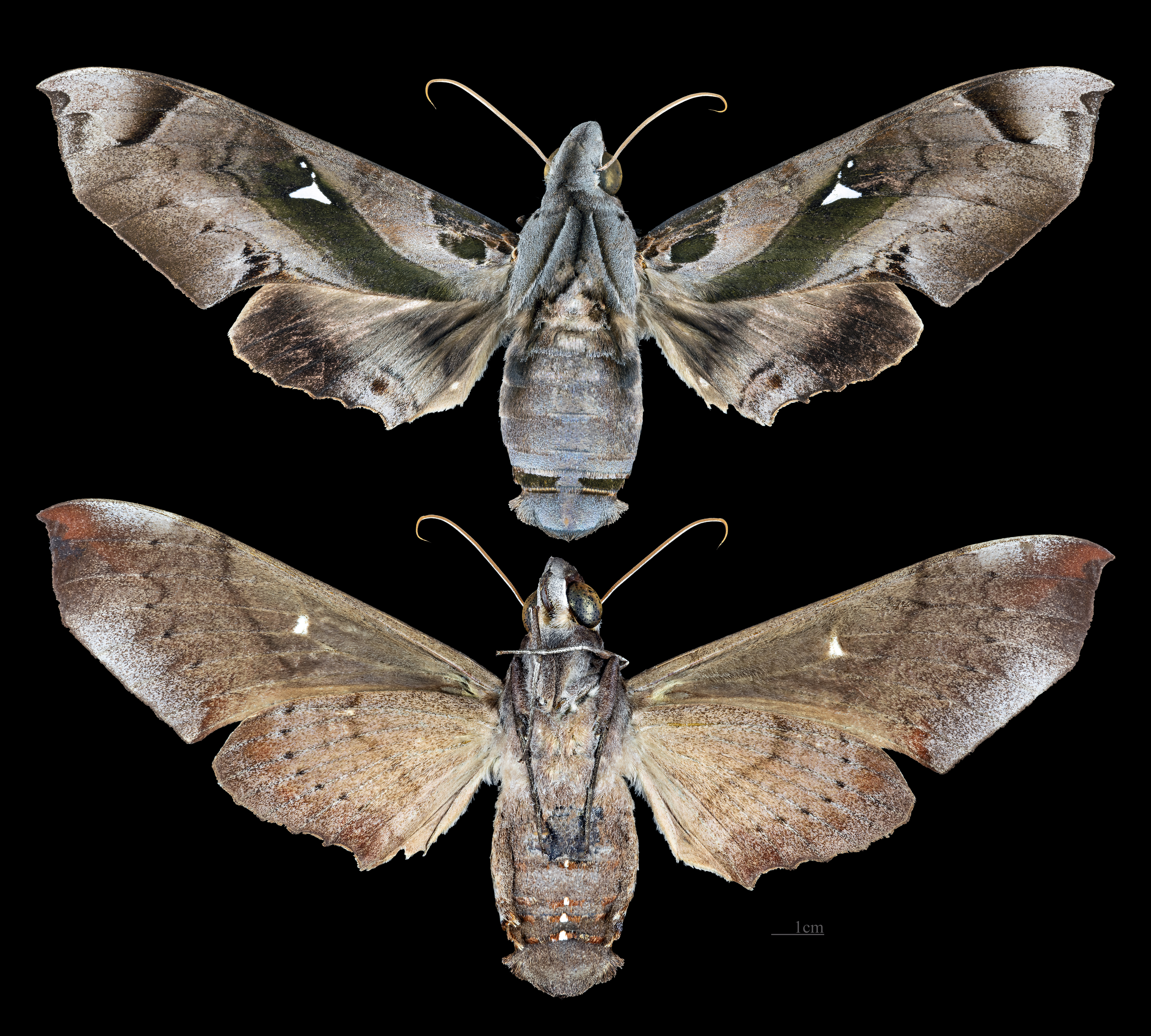
Madoryx plutonius
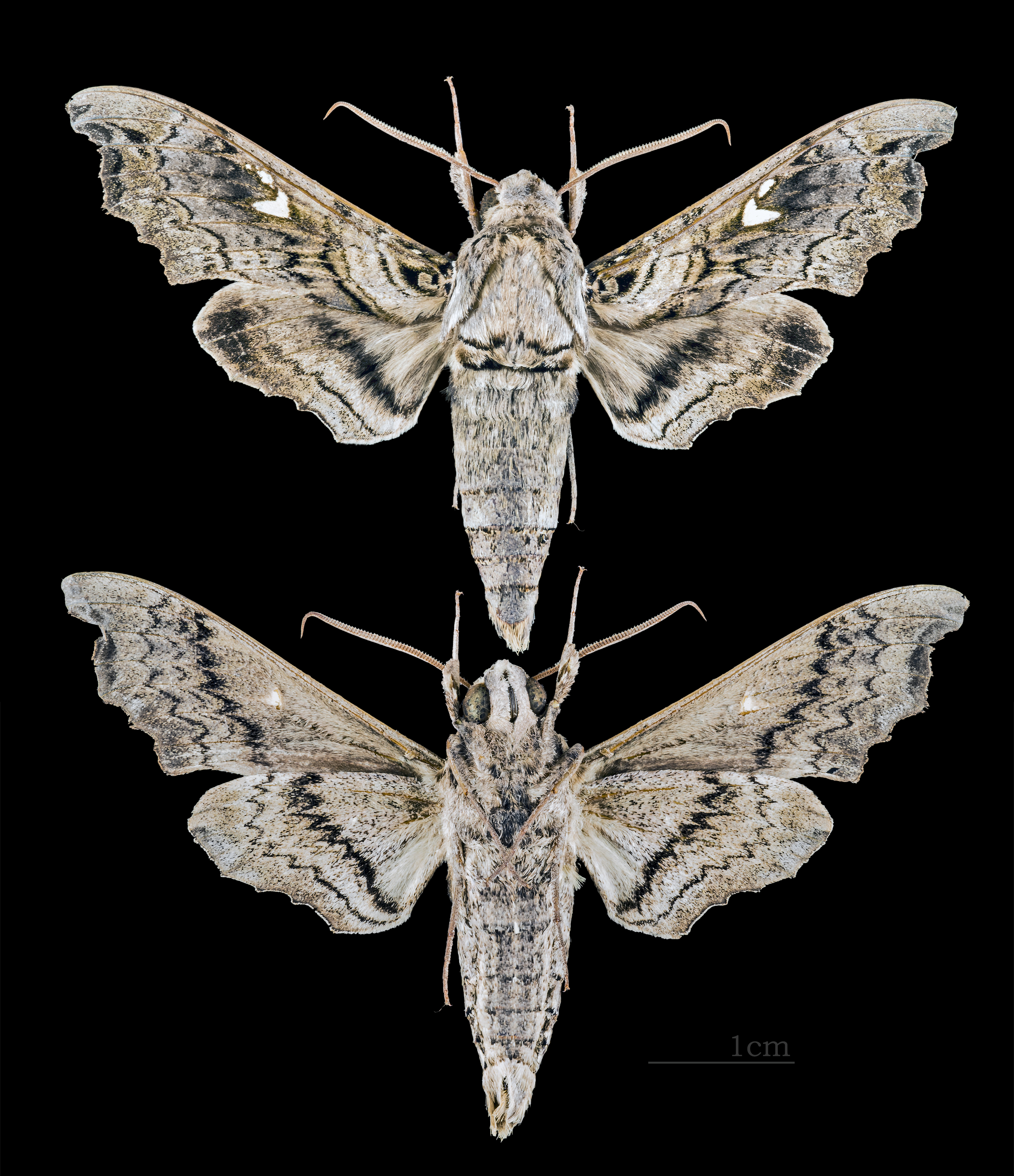
Madoryx pseudothyreus